# Milonita
La milonita és una roca metamòrfica de gra fi formada per milonitització, un tipus metamorfisme dinàmic en el qual la mida del gra d'una roca disminueix per tensió de tall dúctil. Les milonites poden tenir diverses composicions mineralògiques; es classifiquen segons l'aparença de la textura de la roca. No hi ha una abrasió mecànica dels grans per molturació, malgrat això abans es pensava que aquest era el procés amb el qual es formaven les milonites i per això el seu nom deriva del grec μύλος mylos, que significa molí.
La milonitització ocorre a fondàries de més de 10 km sota terra on els minerals recristal·litzen en mides menors. Els minerals més resistents com el feldespat potàssic poden sobreviure a la recristal·lització com a porfidoclasts. En les milonites pròpiament dites els grans de la matriu són menors de 0,05 mm i en les ultramilonites menors de 0,01 mm.
Si la tensió de tall és extrema hi pot haver fusió formant pseudo-taquilita. Les milonites se caracteritzen perquè rara és la vegada que formen minerals nous.
Una filonita és una milonita rica en mica.